# Ich will den Kreuzstab gerne tragen
Ich will den Kreuzstab gerne tragen (Je porterai volontiers la croix) (BWV 56) est une cantate religieuse de Johann Sebastian Bach composée à Leipzig en 1726.

## Histoire et livret
Bach écrivit cette cantate de son troisième cycle annuel à l'occasion du dix-neuvième dimanche après la Trinité et la dirigea le 27 octobre 1726. Pour cette destination liturgique, deux autres cantates ont franchi le seuil de la postérité : les BWV 5 et 48. La partition originale porte de la main de Bach l'indication « cantata a voce sola et stromenti » (Cantate pour voix solo et instruments). C'est un des rares exemples où Bach utilise le terme musical générique « cantata » . Le premier vers du livret rappelle l'incipit d'un poème publié en 1700 par Erdmann Neumeister dans son premier recueil de cantates.
L'épisode de la guérison du paralytique fournit le point de départ d'une méditation sur la souffrance. 
Le texte, d'un auteur inconnu mais d'une exceptionnelle qualité, se réfère indirectement aux lectures prescrites de l'Évangile qui traite de la guérison du paralytique, Mat. 9:1–8. Bien qu'il n'y ait aucune référence explicite au paralytique dans le texte, celui-ci est traditionnellement représenté comme le disciple du Christ, celui qui porte sa croix et souffre ses tourments jusqu'à ce que ses pêchés soient pardonnés. Conséquemment, la cantate prend pour thème d'ouverture le tourment que le croyant doit endurer dans l'espoir d'une rédemption dans l'au-delà. 
Dans le premier récitatif, l'image de la vie comme une traversée en mer vers le royaume des cieux vient de Mat. 9:1. L'affirmation que Dieu n'abandonne pas ses fidèles sur le chemin et les conduira hors des tribulations est issue de Hébreux 13:5 et Apocalypse 07:14.
Le troisième mouvement exprime la joie d'être uni au Sauveur. Le texte est issu d'Isaïe 40:31 : « Ceux qui espèrent en l’Éternel gagneront de nouvelles forces et s'élèveront comme un aigle, de sorte qu'ils vivront et ne s'inquiéteront pas ».
La joie est associée à un désir de mort, un thème omniprésent jusqu'à la toute dernière fin de la cantate. L'œuvre se termine avec la sixième strophe du choral Du, o schönes Weltgebäude de Johann Franck (1653). Les derniers vers de l'aria d'ouverture provenant de Livre des révélations (7:17) se font entendre une fois encore avant le choral. Ce dispositif apparaît plusieurs fois dans le troisième cycle de cantates.

## Structure et instrumentation
La cantate est écrite pour basse solo et chœur à quatre voix dans le choral final, deux hautbois, hautbois da caccia (taille), deux violons, alto, violoncelle, basse continue. À l'exception du hautbois obligé dans la troisième aria, les trois hautbois doublent les violons et l'alto « colla parte ».
Il y a cinq mouvements :
1. aria (basse) : Ich will den Kreuzstab gerne tragen
2. récitatif (basse) : Mein Wandel auf der Welt
3. aria (basse) : Endlich, endlich wird mein Joch
4. récitatif et arioso (basse) : Ich stehe fertig und bereit
5. choral : Komm, o Tod, du Schlafes Bruder

## Musique
D'une durée moyenne d'environ 20 minutes, cette cantate est une des plus populaires de Bach. Tant le texte que la musique sont des chefs-d’œuvre et se complètent parfaitement.
L'aria d'ouverture est en forme AAB avec deux « stollen » (A) suivis d'un « abgesang » (B). Le premier « stollen » commence avec une ritournelle de tout l'orchestre, anticipant en contrepoint le motif ascendant puis descendant de la basse solo, s'élevant en une seconde augmentée angoissante pour souligner le mot « Kreuzstab », suivi de soupirs descendants indiquant le tourment de la Croix. Après l'entrée du soliste avec ses longs et très expressifs mélismes, les trois groupes de cordes et de hautbois accompagnent et font écho avec des motifs de la ritournelle d'ouverture. Celle-ci est alors reprise dans le deuxième « stollen » mais avec d'importantes variantes dues aux différences du texte. Après une répétition de la ritournelle, le dernier « abgesang » illustre les mots, « Là, dans ma tombe, je mettrai tout mon chagrin et mon Sauveur essuiera les larmes de mes yeux ». Des motifs de soupirs douloureux dans l'accompagnement répondent à des triolets déclamatoires particulièrement intenses couvrant tout le registre de la basse. Une reprise de la ritournelle orchestrale termine l'aria.
Dans le deuxième mouvement, les ondulations de la mer sont rendues dans l'accompagnement par un flot de doubles croches du violoncelle sur les croches répétées du continuo. Le troisième mouvement est une joyeuse aria da capo, illustrant le passage tiré d'Isaïe. C'est un duo concertant animé pour le hautbois solo, la basse et le continuo, plein de coloraturas finement élaborées dans les parties solo. Le quatrième mouvement commence comme un récitatif de déclamation pour basse avec un accompagnement soutenu de cordes, qui passe après sept mesure d'une mesure à quatre temps (4/4) à une mesure à trois temps (3/4), reprenant une version simplifiée et apaisée de la seconde moitié du « abgesang » du premier mouvement.
Le choral final en quatre parties avec l'orchestre doublant les voix est un chef-d’œuvre exceptionnel. Basé sur une mélodie de Johann Crüger datant de 1646, il use de la métaphore d'un navire de retour au port, marquant ainsi la fin du voyage dans la cantate. Bach introduit une intense syncope pour chaque déclamation dans « Viens Mort, sœur du sommeil » et c'est seulement à la fin de l'avant-dernier vers que le tourment et la dissonance se transforment en Gloire et en Harmonie, faisant écho aux mots « Denn durch dich komm ich herein, Zu dem schönsten Jesulein ».